# 1076 هـ
1076 هـ هي سنة في التقويم الهجري امتدت مقابلةً في التقويم الميلادي بين سنتي 1665 و1666.

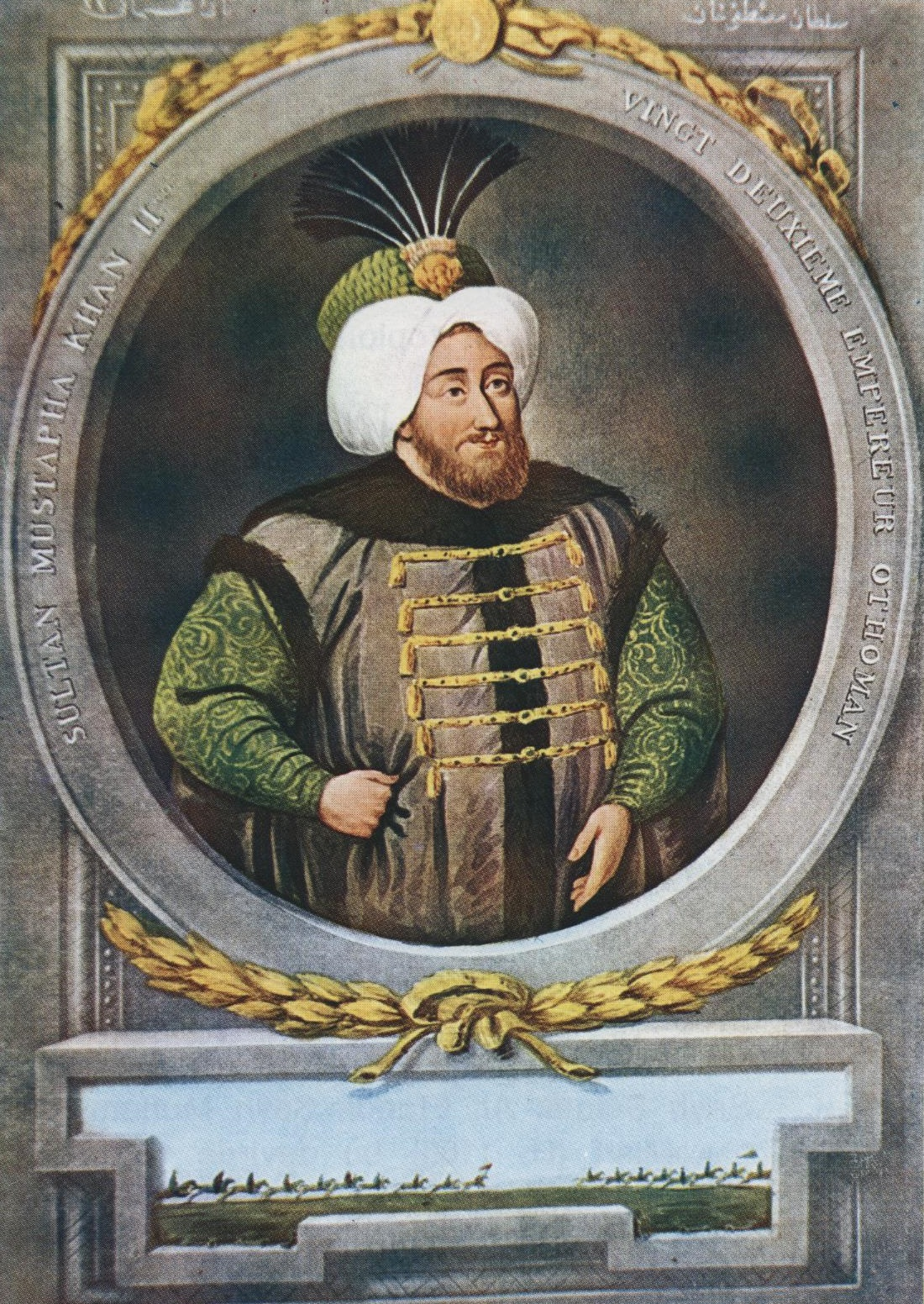
مصطفى الثاني

## أحداث
- 11 ذو القعدة الصدر الأعظم كوبرولو فاضل أحمد باشا يتولى قيادة الحملة العثمانية لفتح جزيرة كريت، وقد استمر «فاضل» في الجزيرة طيلة 3 سنوات ونصف سنة حتى فتحت.

## مواليد
- مصطفى الثاني